# Trojský tramvajový most

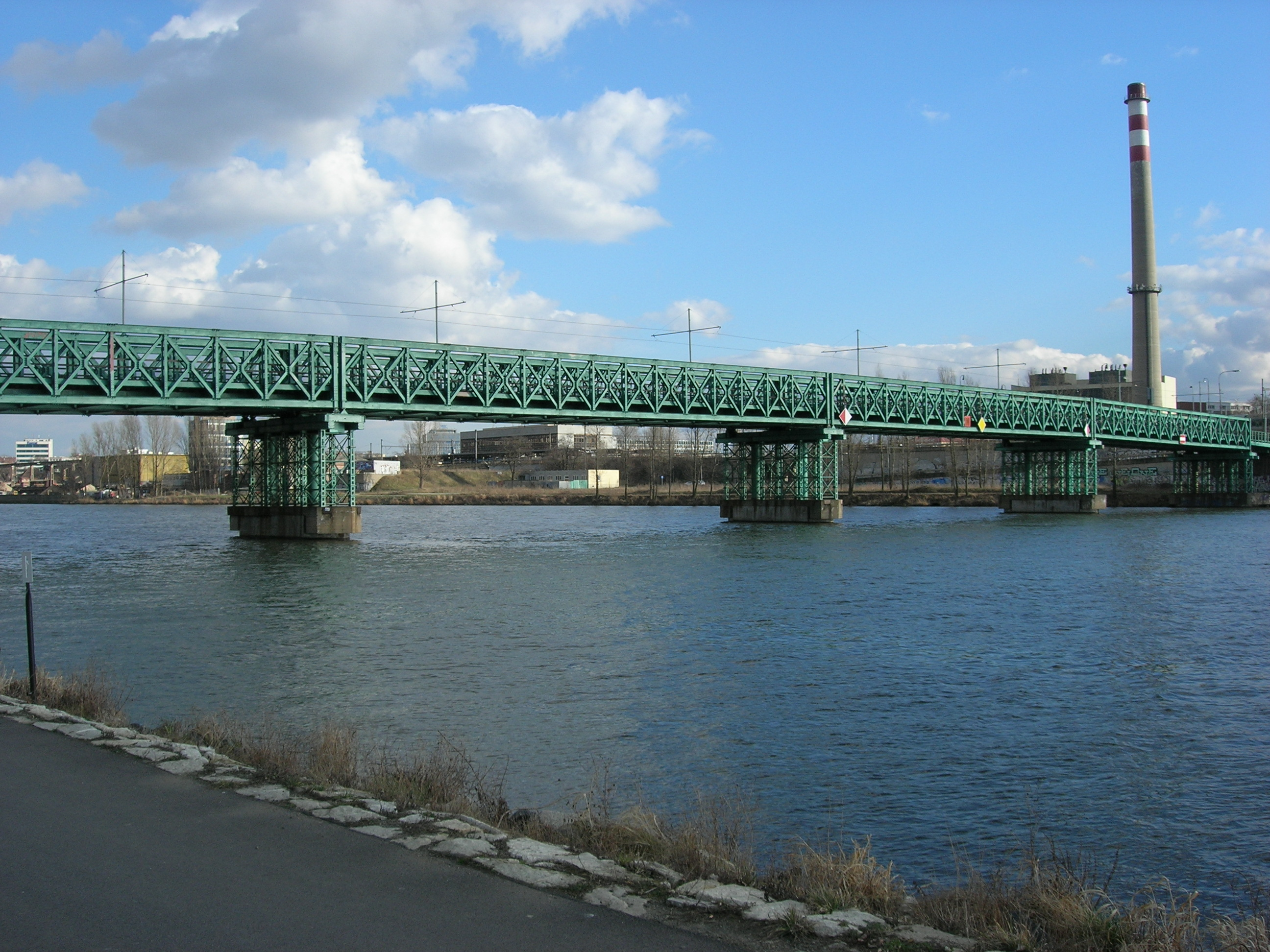
Pohled na most z trojského břehu

Trojský tramvajový most, přezdívaný „Rámusák“, bylo dlouhodobé mostní provizorium, jež v letech 1981–2013 převádělo přes Vltavu pražskou tramvajovou trať Partyzánská – Trojská – Hercovka – Ke Stírce, přesunutou pak na nedaleký nový Trojský most. Po mostě vedly vedle kolejí dva úzké nouzové chodníčky, na něž byl veřejnosti vstup zakázán.

## Stavební historie
Roku 1977 byla uvedena do provozu tramvajová trať Nádraží Holešovice – Ke Stírce, která měla po dobu stavby nového mostu Barikádníků nahradit původní trať vedenou ulicí V Holešovičkách. Jako dlouhodobé provizorium byl pro trať postaven ocelový trámový most. Provoz na trati byl zahájen 5. května 1977. Již během třetího roku provozu byly na konstrukci mostu objeveny trhliny a proto byla 10. listopadu 1980 na celé trati přerušena doprava. Most byl snesen a na původní pilíře PIŽMO byl přesunut ocelový příhradový most, který předtím sloužil automobilovému provozu jako náhrada za most Barikádníků (a vysloužil si zde přezdívku Rámusák).
První polovina nového provizorního mostu (po dokončení mostu vyhrazená pro směr z Tróje do centra) byla zprovozněna 7. března 1981. Druhé koleje na druhé mostovce se cestující dočkali 1. července 1982.
Po dokončení stavby bylo rozhodnuto vyloučit tramvajový provoz ulicí V Holešovičkách natrvalo. Tramvajová trať v Trojské ulici, která byla původně vybudována jako dočasné řešení, tedy nadále slouží i po dokončení paralelního úseku metra IV.C1 do stanic Kobylisy a Ládví.
Samotný tramvajový most měl ovšem nadále status „provizorní“.

## Zrušení mostu
Pro náhradu provizoria a pro místní dopravní obsluhu byl navržen nový Trojský most, který navazuje na stávající komunikaci Partyzánské ulice v železničním podjezdu u nádraží Holešovice a má čtyři jízdní pruhy, střední tramvajové těleso a chodníky pro pěší i cyklisty. Podle plánů z května 2010 měl být provoz na provizorním mostě ukončen v září 2012.
Pro umožnění výstavby tunelového komplexu Blanka byl v květnu 2010 na několik týdnů přerušen tramvajový provoz, na pravém břehu byla vybudována nadjezdná kolej nad tělesem tunelu a poslední trojské pole mostu bylo zvednuto v místě opěry o 643 mm. Po opětovném zprovoznění byl tramvajový provoz veden pouze po koleji směrem do centra. Na konci září 2013 byly z nepoužívané poloviny mostu sneseny kolejnice.
V srpnu 2011 se objevila zpráva, podle níž měl být nový most v polovině roku 2013 zprovozněn nejprve pouze pro tramvaje, čímž měl nahradit provizorní tramvajový most, který měl být bezprostředně poté rozebrán. Pro silniční vozidla, cyklisty a chodce měl být nový most zpřístupněn až s otevřením tunelu Blanka, k čemuž mělo dojít v roce 2014. Z důvodu nejasností s financováním nákladů na tunel Blanka a nový Trojský most došlo k dalším průtahům a teprve v říjnu 2013 byly zahájeny práce spojené s přeložením tramvajové trati na nový most. 

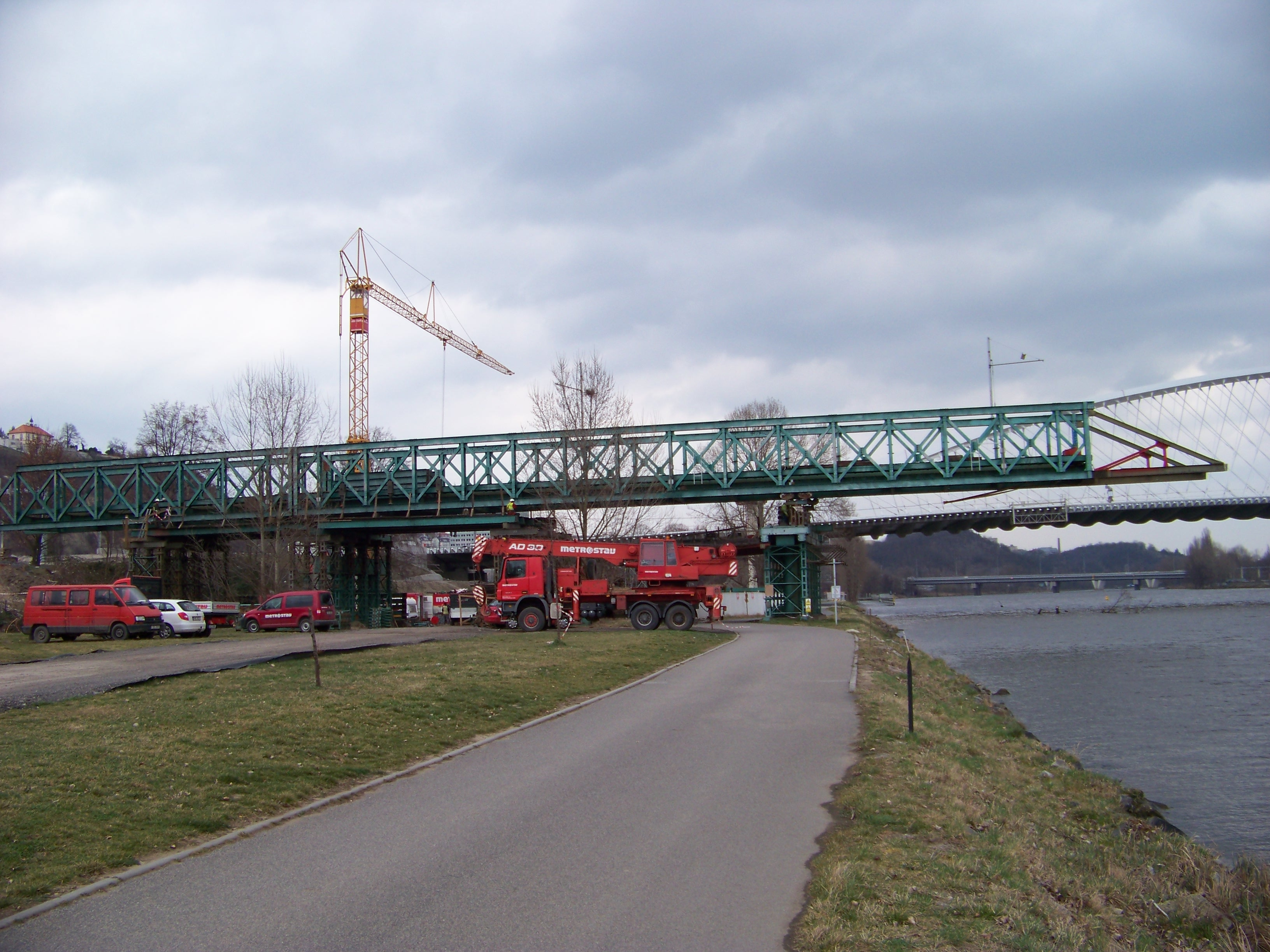
Demolice mostu, březen 2014

6. října 2013 projely po mostě poslední řádné tramvaje a 7. října 2013 byl jeho provoz slavnostně ukončen jízdou muzejní tramvaje ev. č. 9048. Do října 2014 byla tramvajová doprava v úseku Nádraží Holešovice – Ke Stírce nahrazena náhradní autobusovou dopravou, jež byla vedena přes most Barikádníků a Trojskou ulicí.  V úseku Trojská - Kobylisy jezdila také náhradní tramvajová linka X 37. 
Vedoucí organizačního výboru mistrovství světa vodního slalomu Jiří Rohan v květnu 2013 navrhoval zachování mostu pro pěší dopravu trvale nebo alespoň do doby konání mistrovství v září 2013, ale jeho návrh nebyl akceptován. Zástupci města a Metrostavu uvedli, že úprava mostu pro pěší provoz by si vyžádala investice do zabezpečení a osvětlení mostu.
Demolice byla zahájena hned v říjnu 2013, po ukončení provozu. Mostní konstrukce byla po demontáži krajních dílů postupně popotahována k trojskému břehu a tam osmičlenným pracovním týmem rozebírána.
Následná demolice mostu nebyla přerušena ani v době, kdy kvůli sporům mezi městem a Metrostavem byla pozastavena výstavba tunelu Blanka. V březnu 2014 končila demontáž mostních polí, následovat měla demontáž pilířů, které mají být odstraněny až do hloubky 1,5 metrů pod úroveň dna. V březnu 2014 zástupce Metrostavu uvedl, že kontrolou dna ze strany Povodí Vltavy s. p. má být demolice završena do poloviny května 2014. Demontáž mostu byla oceněna na 27 milionů Kč.
Součásti mostu mají být podle okolností využity jinde. Jednotlivé díly převezl Metrostav na svůj stavební dvůr v Počernicích, kde je repasuje. Jde o univerzální konstrukci, jaká se používá například při stavbách nebo po povodních. Využití těchto konkrétních dílů zatím nebylo určeno. Stavbyvedoucí Tomáš Jurečka si pochvaloval, že konstrukce se zachovala v překvapivě slušném stavu, krom nejspodnějších šroubů namáhaných vodou prý všechny šly povolit.